# The Bart Wants What It Wants
«The Bart Wants What It Wants» (с англ. — «Барт знает, чего хочет») — одиннадцатый эпизод тринадцатого сезона мультсериала «Симпсоны». Премьера эпизода состоялась 17 февраля 2002 года.

## Сюжет
После неудавшейся попытки кражи олимпийского огня (чтобы олимпиаду не показывали по телевизору) Гомер привозит Симпсонов на ежегодную ярмарку в частной школе. На этой ярмарке Барт Симпсон защищает дочь Райнера Вульфкасла Грету от хулиганов. Барт производит впечатление на девочку, и та приглашает его к себе в гости. На следующий день Райнер Вульфкасл забирает Барта из дома Симпсонов на шикарной машине и привозит в шикарный дом, где Барт и Грета смотрят Шоу Щекотки и Царапки на DVD с комментариями. Девочка влюбляется в Барта. Затем уже Симпсоны приглашают Райнера Вульфкасла и его дочь в гости. Во время обеда Грета берёт Барта за руку и романтично смотрит на него, но тот неправильно её понимает и начинает играть с ней в пальчики. Гомер и Райнер Вульфкасл быстро становятся друзьями. Затем Барт знакомит Грету со своим другом Милхаусом, а Гомер приводит Райнера в Таверну Мо.
На баскетбольном матче, на который Райнер позвал Гомера и Барта, Грета приглашает своего возлюбленного на танцы в своей школе. Барт принимает приглашение, но на следующий день он узнаёт о том, что Директор Скиннер собирается выступить в местном клубе с юмористической программой. Поэтому Барт говорит Грете, что заболел, а сам идёт насмехаться над Скиннером, который, разумеется, проваливается со своим выступлением. Довольный провалом Скиннера, Барт возвращается домой, где его ждёт Лиза. Младшая сестра открывает глаза на то, что Грета в него влюблена, и просит брата не мучить её. Барт решает бросить Грету «так, как никто её никогда не бросал». В отместку Грета начинает встречаться с Милхаусом, чем вызывает жуткую ревность у Барта, который шпионит за ней. Через некоторое время он не выдерживает, звонит ей под предлогом «вернуть фломастер» и узнаёт о том, что она уезжает в Канаду на съёмки вместе с отцом.
Терзаемый муками любви, Барт уговаривает родителей отправиться в Канаду за Гретой. Симпсоны едут в Канаду. Барт находит Грету на съемочной площадке, но между ним и Милхаусом завязывается драка. В итоге Грета порывает с Милхаусом и решает четыре года ни с кем не встречаться.

## Интересные факты
- Эта серия — последняя с такой диванной заставкой.